# ’Round Midnight (песня)
«’Round Midnight» (с англ. — «Около полуночи») — композиция 1943 года американского джазового пианиста Телониуса Монка; позднее Кути Уильямс и Берни Хэниген написали слова. Впоследствии песня стала джазовым стандартом и была записана самыми разными исполнителями. Версия, записанная квинтетом Монка, была введена в Зал славы премии «Грэмми» в 1993 году.
Песню иногда ошибочно называют «’Round About Midnight», поскольку Майлз Дэвис использовал это название в качестве названия своего альбома 1957 года ’Round About Midnight для Columbia Records, который включал версию, основанную на аранжировке Диззи Гиллеспи. Она стала фирменной песней Дэвиса; его исполнение с Монком на Ньюпортском джазовом фестивале 1955 года, которое услышал продюсер Джордж Авакян, имело решающее значение для заключения контракта на запись с Columbia Records. Ранее он записывал песню в студии ещё два раза, один раз для Prestige в 1953 году и еще раз в 1956 году, выпущенную на Miles Davis and the Modern Jazz Giants.
Это один из самых записываемых джазовых стандартов, сочиненных джазовым музыкантом.